# 比亚迪北站
比亚迪北站是一个属于东部城轨坪山云巴1号线的有轨电车车站，也是坪山云巴1号线近期的南端终点站，位于中华人民共和国广东省深圳市坪山区马峦街道龙坪路与比亚迪路交叉口以北，比亚迪总部园区北面，沿龙坪路呈南北走向。本站在2022年12月28日正式开通运营。